# Пизония Бруно
Пизония Бруно  (лат. Pisonia brunoniana — вид древесных растений рода Пизония (Pisonia) семейства Никтагиновые (Nyctaginaceae). Является синонимом к виду Сеодов Ceodes brunoniana.
Культивируется как декоративное растение.

## Происхождение
Происхождением считаются берега Тихого океана: Гавайи, а также остров Лорд-Хау, острова Норфолк, Кермадек и Новая Зеландия (северная часть Северного острова). Растение прорастает от субтропических до тропических островов Тихого океана. Можно встретить на северных прибережных территориях Австралии. Плоды содержат очень липкий сок, из-за чего они часто прилипают к ногам птиц. Это может привести к распространению растения на довольно изолированные острова в Тихом океане.
Впервые опубликована информация о данном виде в 1833 году, но согласно данным об изменении в таксономии сайта POWO, вид отнесли Pisonia brunoniana к Ceodes brunoniana.

## Описание
Большой вечнозеленый лиственный, многоветвистый кустарник или небольшое деревце, вырастающее до максимально 15 метров в высоту. Молодые листья мягкие, неразделенной овальной формы, глянцевые темно-зеленого цвета. Взрослые пышные зеленые листья с гладкими краями могут быть разных тонов с вариациями от кремово-желтого до белого на верхушке концы от тупых до закругленных. Лист может достигать размера от 10 до 40 см в длину, от 10 до 20 см в ширину. Древесина мягкая, а ветки ломкие. Соцветие метельчатое, многоцветковое, цветки однополые. Маленькие до 8 мм а диаметре цветки превращаются в мясистые сочные плоды с липким секретом, который ловит насекомых и мелких птиц. В цветке находится от 6 до 8 тычинок.

## Культивирование
Местообитания от сухих до мезических подлесок влажных лесов.

### Агротехника
Из-за клейкости семени легче всего посадить весь плод. Прорастает через 4-6 недель или уложите семена в воду и посадите горизонтально в вермикулит, когда они прорастут через 1-2 недели. Перевалку в отдельные горшки до развития листьев держите горшок во влажном состоянии, сажайте в землю на глубину 20-30 см в полутени.

## Использование
Растение иногда собирают в дикой природе для использования в местных медицинских целях. Листья обладают мочегонным действием. Корни обладают слабительным действием.
Древесина очень мягкая и не используется в производстве.